# Thelazia
Thelazia ist eine Gattung der Rollschwänze mit 24 Arten. Die Vertreter der Gattung befallen die Anhangsorgane des Auges (Bindehaut, Tränenapparat) bei Säugetieren (in den Endemiegebieten gelegentlich auch den Menschen) und werden deshalb auch als „Augenwürmer“ bezeichnet. Sie werden durch Fliegen übertragen. In Europa ist der wichtigste Vertreter der Orientalische Augenwurm, welcher als Überträger die Taufliegenart Phortica variegata nutzt. Ursprünglich vor allem in Asien beheimatet, breiteten sich Thelazien auch nach Südeuropa aus, mittlerweile gibt es aber auch autochthone (ortsständige) Infektionen in Mitteleuropa. Die von ihnen ausgelöste Erkrankung wird als Thelaziose bezeichnet. Andere Thelazien werden dagegen von Echten Fliegen verbreitet.

## Merkmale

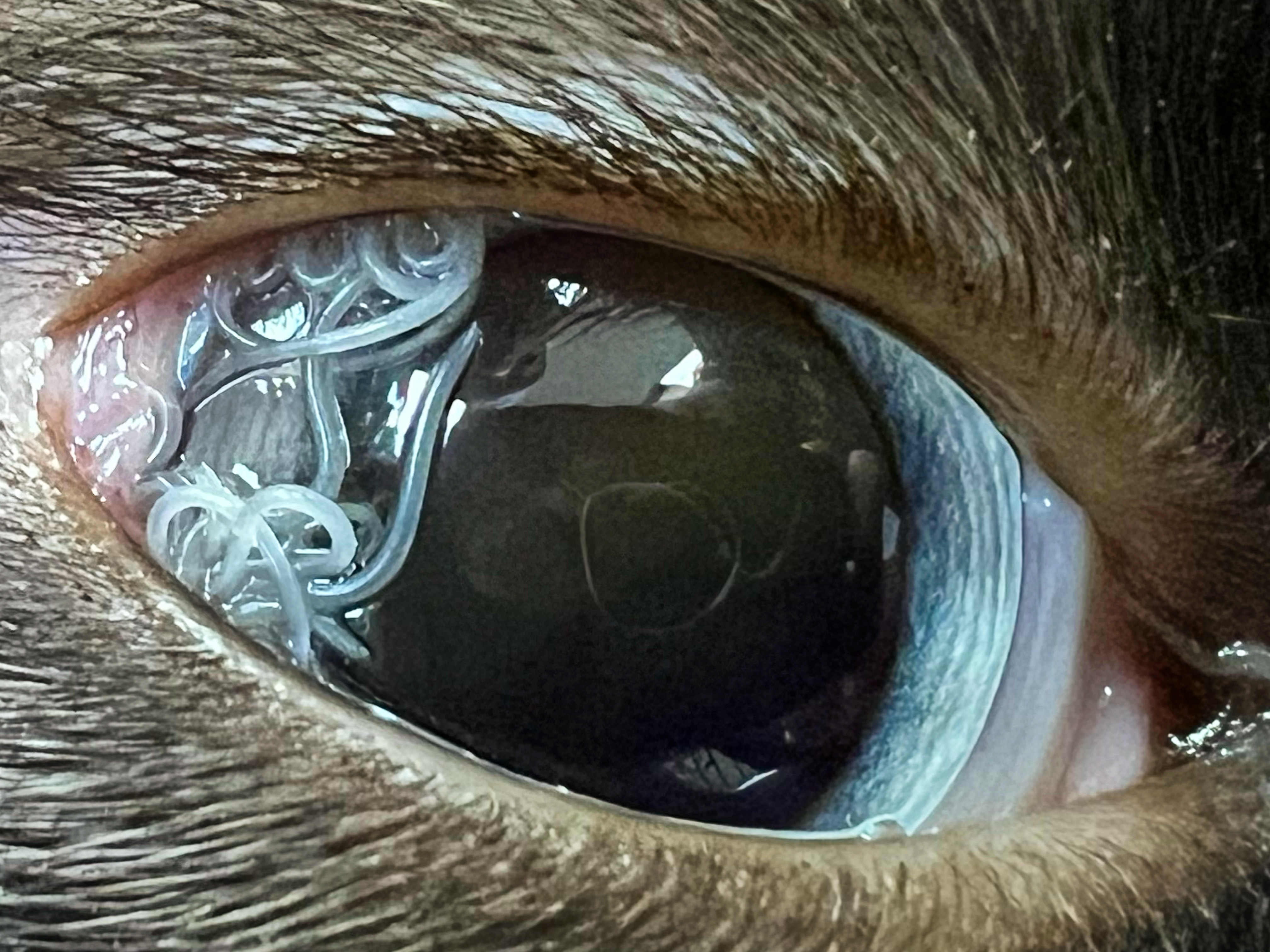
Thelazia-Befall bei einer Katze

Thelazia hat die Merkmale der Thelaziinae, wobei Kaudalflügel nicht ausgebildet sind. Die Würmer haben ein großes Vestibulum, Lippen sind nicht ausgebildet. Die Kutikula des vorderen Körperbereichs ist deutlich gestreift.

## Lebenszyklus
Thelazia ist vivipar. Das erste Larvenstadium wird vom Weibchen in das Augensekret abgegeben und dort von Fliegen aufgenommen, die sich von diesem Sekret ernähren. Die Entwicklung bis zur Larve 3 findet in abgekapselten Hohlräumen im Hämocoel, Fettkörper und in den Keimdrüsen des Zwischenwirts Fliege statt. Dies dauert 15 bis 30 Tage in den Sommermonaten. Die Larve 3 wandert zu den Mundwerkzeugen der Fliege und besiedelt die Augen des Endwirts wenn die Fliege Augesekret aufnimmt. Die weitere Entwicklung findet ohne weitere Wanderung in der Augenumgebung des Wirts statt.

## Systematik
Das Interim Register of Marine and Nonmarine Genera weist folgende Arten aus:
- Thelazia anolabiata Molin, 1860
- Thelazia californiensis Price, 1930
- Thelazia callipaeda Railliet & Henry, 1910 – Orientalischer Augenwurm
- Thelazia campanulata Molin, 1858
- Thelazia cholodkowskii Skrjabin, 1922
- Thelazia depressa Baylis, 1920
- Thelazia digiticauda Schuurmans-Stekhoven, 1937
- Thelazia erschowi Oserskaja, 1931
- Thelazia gulosa Railliet & Henry, 1910
- Thelazia iheringi Travassos, 1918
- Thelazia lacrymalis Gurlt, 1831
- Thelazia leesei Railliet & Henry, 1910
- Thelazia papillosa Molin, 1860
- Thelazia pittae Johnston & Mawson, 1941
- Thelazia rhodesi Desmarest, 1828
- Thelazia skrjabini Erschov, 1928
- Thelazia travassosfreitasi Cristofaro & Rodrigues, 1979

Synonyme der Gattung sind Annulofilaria Hsu, 1957, Isothela Railliet, 1925, Thalazia Bosc, 1819, Thelaziella Travassos, 1918 und Thelazius Bosc, 1819.